# Вулиця Івана Акінфієва

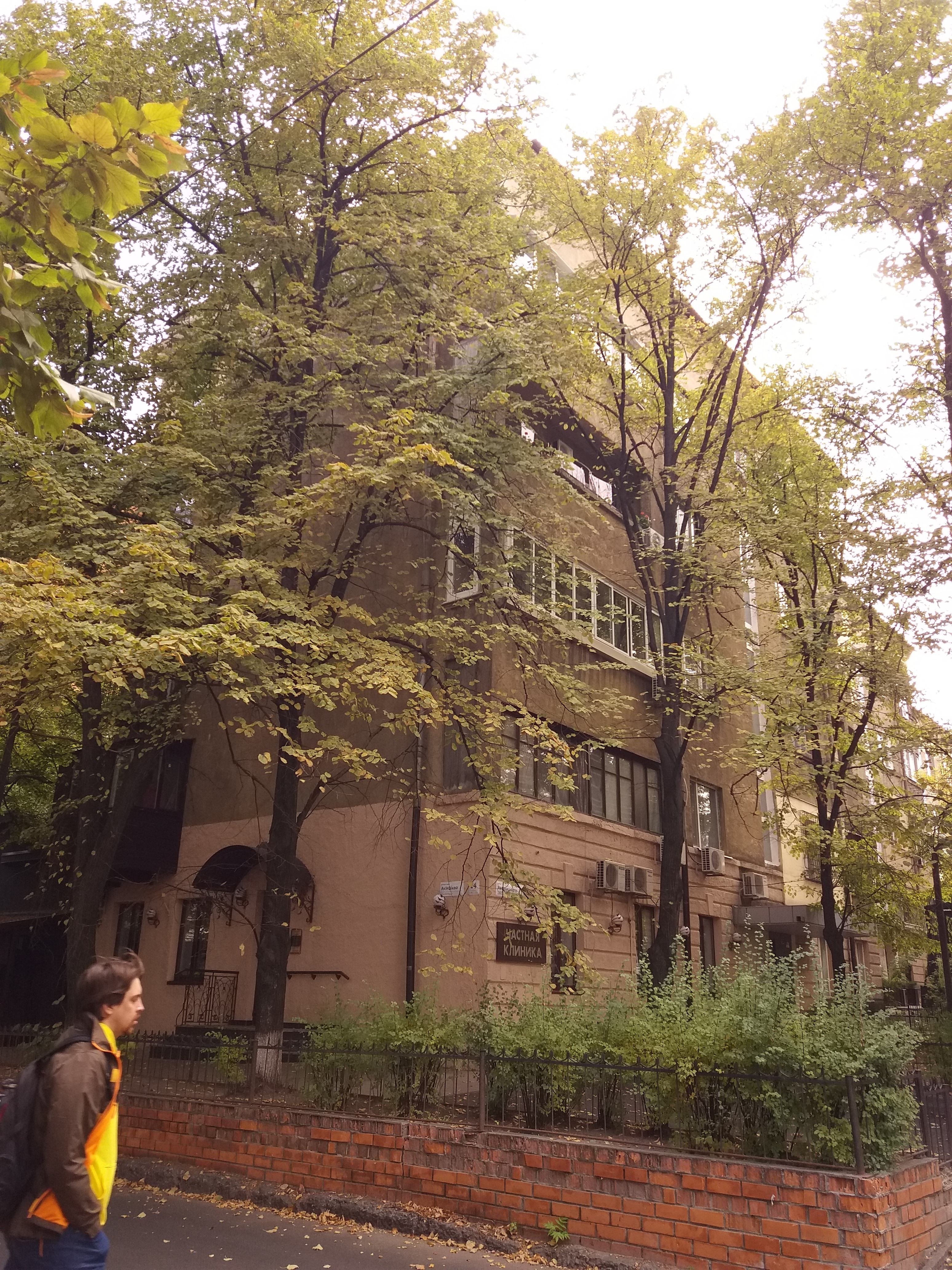
Житловий будинок Івана Акінфієва, 14

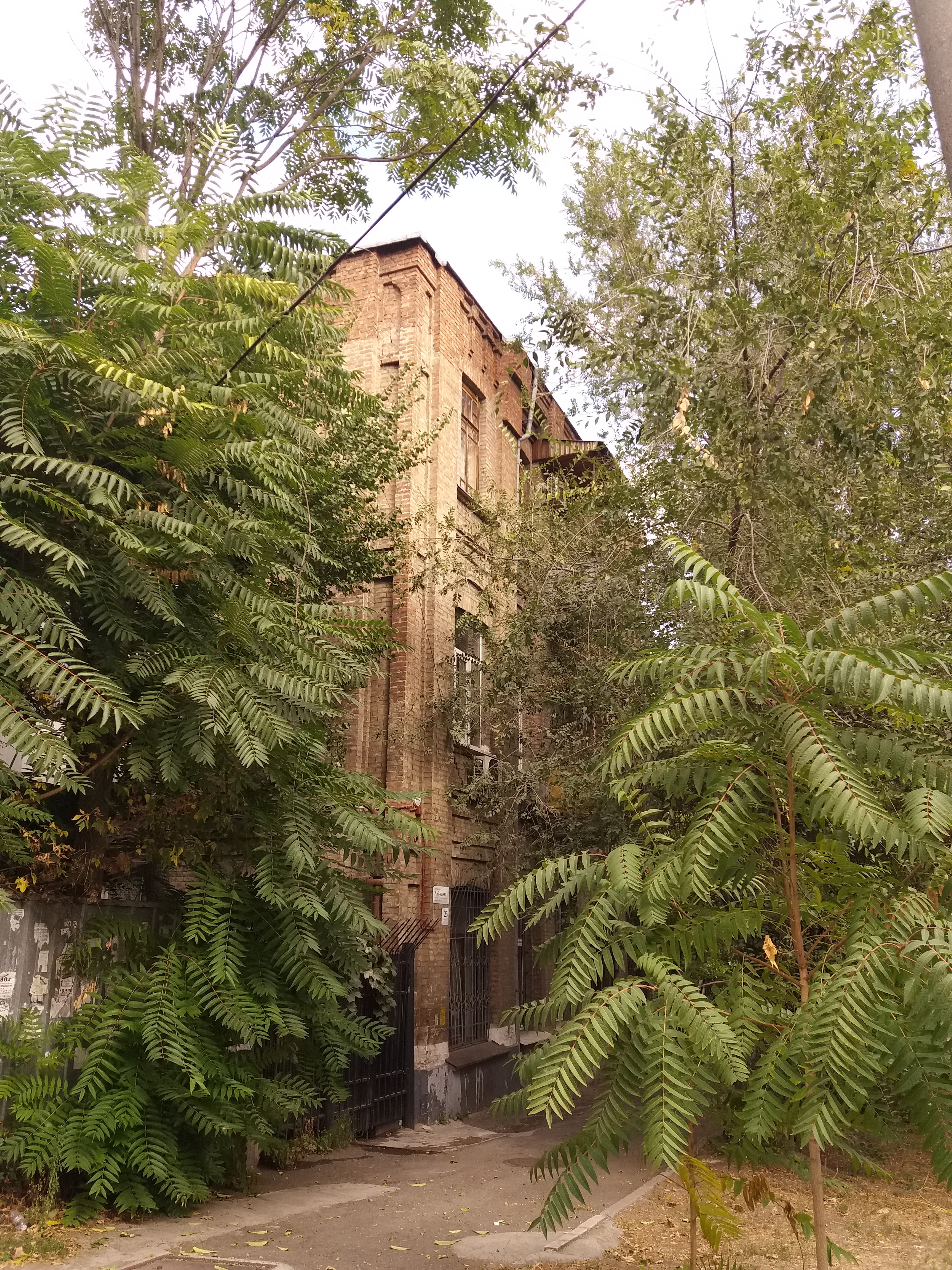
Колишнє Катеринославське землемірне училище. Івана Акінфієва, 23

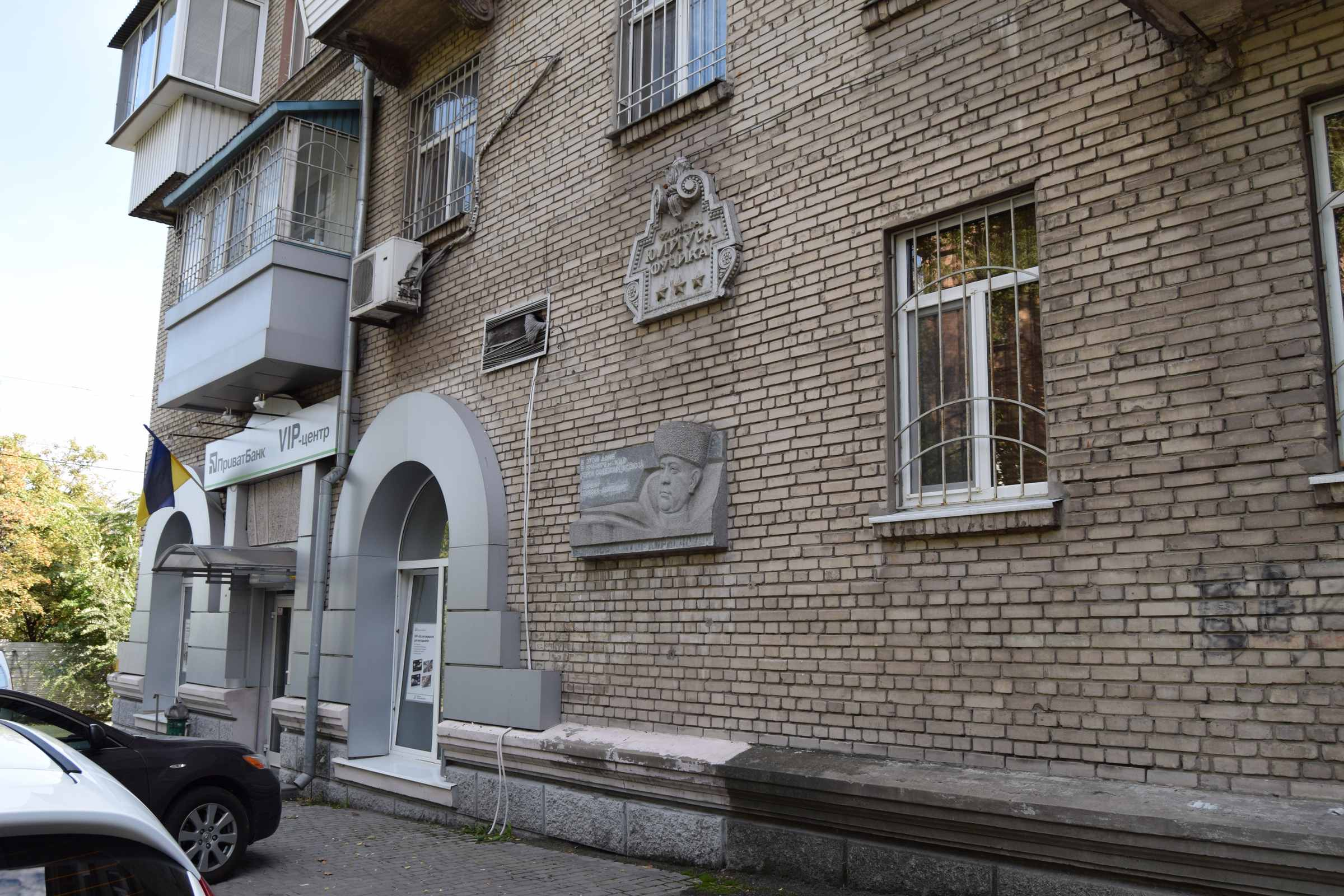
Житловий будинок Івана Акінфієва № 28

Вулиця Івана Акінфієва — вулиця у Соборному районі міста Дніпро на Горі. Розташована на північній стороні верхнього плато головного Дніпровського пагорба.
Вулиця Акінфієва починається від вулиці Сергія Єфремова та йде на південний схід до провулку Феодосія Макаревського. Довжина вулиці 500 метрів.

## Історія
З будівництвом Катеринослава тут утворилася Архієрейська й Палацова площі. З забудовою тут утворився Потьомкінський провулок. Забудова вулиці відбулася у 1880-х роках.
Розпочате року 1914-го будівництво Мерефо-Херсонської залізниці відрізало Архієрейський сад із віковими тополями й пишними клумбами від Архієрейського палацу смугою відчуження залізниці. Вулиця Поля отримала продовження вулицею Яр Поля, з проїздом під насипом залізниці, з планом проведення нею трамвайної лінії на Мандриківку. 1916 року на лінію вийшли перші вузькоколійні поїзди, що обслуговували будівництво на ділянці між мостом й тунелем.
1906 року Дмитро Яворницький пропонував перейменувати провулок на Гайдамацьку вулицю, проте її перейменували 1915 року на вулицю Поля на честь Олександра Поля.
У 1960-х вулицю Поля, за браком його заслуг перед радянською владою, перейменовано на честь чеського письменника-антифашиста Юліуса Фучика.
2015 року вулицю Фучика перейменовано на честь надпорозького педагога, ботаніка, географа, відомого дослідника й захисника рослинності степової України та Кавказу, та у минулому мешканця цієї вулиці, Івана Акінфієва.

## Перехресні вулиці
- Вулиця Сергія Єфремова
- Вулиця Дмитра Яворницького
- Вулиця Мусліма Магомаєва (колишня 8 березня)
- Провулок Феодосія Макаревського.

## Будівлі
- № 5 — міська дитяча лікарня № 5.
- № 12 — колишній житловий будинок Держбанку зведений Яковом Карловичом Делантом[3].
- № 12а — житловий будинок для Дніпровського відділення Державного банку СРСР, спроектовано під керівництвом Володимира Самодриги в другій половині 1930-х років (у проєктуванні також взяли участь П. І. Антонов, Л. А. Ройтер, Я. К. Делант)[4].
- № 14б — будівництво 12-поверхового 51-квартирного житлового будинку «Прем'єр-парк», що очікується до заселення 2020 року[5].
- № 18 — школа ораторської майстерності.
- № 23 — будинок Фейна зведено 1910 року; до 1913 року тут працювало Катеринославське землемірне училище, а згодом — управління будівництва Мерефо-Херсонської залізниці[1].
- № 28 — Центр VIP-обслуговування ПриватБанку; меморіальна дошка на честь героя Радянського Союзу генерал-лейтенанта Віктора Баранова (1901—1970), який жив тут до своєї смерті.
- № 30 — готель «Світанок».
- № 30 — ЖК «Лайтхауз».